# 交泰乡
交泰乡，是中华人民共和国四川省绵阳市梓潼县曾经下辖的一个乡。2019年12月，撤销交泰乡，将其所属行政区域划归玛瑙镇管辖。

## 行政区划
交泰乡撤销前下辖以下地区：
梓盐村、高垭村、土垭村、黄花村、罗桥村、船林村、龙台村、砚岩村和后山村。